# Rusmin Dedič
Rusmin Dedič (* 11. September 1982) ist ein slowenischer Fußballspieler.
Der Abwehrspieler begann seine Karriere bei Rudar Velenje. 2003 wechselte er zu Worskla Poltawa in die ukrainische Premjer-Liha. Im November desselben Jahres gab er einen auf Testosteron positiven Dopingtest ab und wurde für sechs Monate gesperrt. Er kehrte dann zurück nach Slowenien und spielte je ein Jahr für Olimpija Ljubljana und wieder Rudar Velenje. 2006 ging er zum amtierenden Meister ND Gorica, mit dem er an der Qualifikation zur UEFA Champions League 2006/07 teilnahm, aber nicht über die zweite Runde hinauskam. 2007 wurde Gorica Vize-Meister. Im UEFA-Pokal 2007/08 scheiterte der Klub aber schon in der ersten Qualifikationsrunde. Nach dem dritten Platz in der Meisterschaft 2008 wechselte Dedič erneut zu Rudar Velenje. Auch mit Velenje wurde er Dritter und erreichte in der UEFA Europa League 2009/10 die zweite Qualifikationsrunde. Danach landete der Klub immer im Mittelfeld der Tabelle, bis er 2013 wieder Dritter wurde. In der UEFA Europa League 2014/15 schied er aber schon in der ersten Qualifikationsrunde aus.